# Cortinarius sanguineus
Cortinarius sanguineus là một loài nấm trong chi Cortinarius.

## Phân loại
Nhà tự nhiên học người Áo Franz Xaver von Wulfen đã miêu tả loài này dưới tên Agaricus sanguineus vào năm 1781, báo cáo rằng loài này xuất hiện ở rừng cây fir xung quanh Klagenfurt và Ebenthal vào tháng 10. Ông ghi nhận rằng loài này khá đẹp nhưng không ăn được. Tên loài xuất phát từ tiếng Latin sanguineus, có nghĩa "màu máu". Samuel Frederick Gray đã đặt ra chi Cortinarius trong tập đầu tiên của tác phẩm A Natural Arrangement of British Plants năm 1821 của ông, ghi rằng loài này là Cortinaria sanguinea "the bloody curtain-stool".
Friedrich Otto Wünsche mô tả loài này như Dermocybe sanguinea năm 1877. Phần lớn các nhà nấm học cho rằng Dermocybe chỉ là một phân chi của Cortinarius do về mặt di truyền tất cả các loài nằm trong chi sau.

## Miêu tả
Mũ nấm màu tối, lồi lên rồi sau đó phẳng ra, có bề ngang dài 2–5 cm, bề mặt bao phủ các sợi tơ tỏa ra từ tâm. Stipe thường có màu tương tự như mũ nấm hoặc nhạt hơn. Cây nấm dài, mảnh và hình trụ và cao 3–6 cm và rộng 0,3–0,8 cm. Màn che (cortina) và phần còn lại của nó màu đỏ. Lá tia hợp sinh. Ban đầu lá tia màu đỏ máu nhưng chuyển sang màu nâu khi mũ nấm trưởng thành. flesh màu đỏ tía có mùi dễ chịu. spore print màu rỉ sắt, còn bàu tử có kích thước 7 đến 9 µm và 4 đến 6 µm, cứng.
C. sanguineus mọc ở rừng cây lá kim vào mùa thu. Loài nấm này không ăn được. Chất màu của loài này có thể làm chất nhuộm màu cho len với màu hồng, tía hoặc đỏ.